# آموزش درباره تغییر اقلیم
آموزش دربارهٔ تغییر اقلیم به آموزشی گفته می‌شود که هدفش پرداختن به تغییر اقلیم و شکل دادن پاسخ‌های تأثیرگذار به آن است. این کمک می‌کند که مردم علل و عواقب تغییر اقلیم را بفهمند؛ آنها را آماده می‌کند که با تأثیرات تغییر اقلیم زندگی کنند و ایشان را قادر می‌سازد که اقدامات مناسبی را برای پیش گرفتن سبک‌های زندگی پایدار انجام دهند. تغییر اقلیم و آموزش در این باره چالش‌هایی جهانی هستند که می‌توانند در برنامه درسی گنجانده شوند تا منجر به آموختن محلی شده و تغییر ذهنیت در مورد چگونگی کاهش تغییر اقلیم را گسترش دهند. در چنین مواردی، آموزش چیزی بیش از سواد درباره تغییر اقلیم و همچنین شامل راه‌های مقابله با آن است.